# Camilla Henemark
Camilla Henemark (ur. 23 października 1964 w Sztokholmie) – szwedzka piosenkarka, współzałożycielka i wokalistka szwedzkiego dance-popowego zespołu Army of Lovers, w którym śpiewała jako La Camilla razem z Alexandrem Bardem i Jeanem-Pierre Bardą.

## Życiorys

### Wczesne lata
Urodziła się w Sztokholmie jako córka Szwedki i Nigeryjczyka. Jako nastolatka trenowała lekkoatletykę w klubie Westermalms IF w Sztokholmie, jako juniorka pobiła rekord w skoku wzwyż na poziomie okręgowym ba Tingvalla IP i 16 września 1978 w Karlstad. Miała stopniowo rosnące problemy w szkole i w wieku 16 lat rozpoczęła studia teatralne w Kulturama. Wkrótce rozpoczęła karierę modelki w Sighsten Herrgård. Prowadziła też własną agencję modelek ZOO – People & Models.

### Kariera
W 1984 śpiewała w chórkach szwedzkiej formacji Per Cussion All Stars. W 1985 występowała jako „Katanga” wspólnie z Alexandrem „Barbie” Bardem i Jeanem-Pierre „Faroukiem” Bardą. Po raz pierwszy spotkali się we troje w 1987 w sztokholmskiej dyskotece "Zanzibar" i postanowili działać razem jako szwedzki dance-popowy zespół Army of Lovers. Wówczas zagrali pierwszy wspólny koncert, a Henemark przyjęła pseudonim „LaCamilla”. Nazwa zespołu zaczerpnięta została z tytułu niemieckiego filmu dokumentalnego Rosy von Praunheima Armee der Liebenden oder Aufstand der Perverse (1979). Grupa cieszyła się popularnością w latach 1987-97. W 1988 wydano dwa single: "When the Night is Cold" i "Love Me Like a Loaded Gun", a w 1990 – debiutancki album Disco Extravaganza i Army of Lovers w USA. Przełomem stał się drugi album Massive Luxury Overdose, który ukazał się jesienią 1991, a przeboje z płyty ("Crucified" i "Obsession") znalazły się w dyskotekowym kanonie końca XX wieku. Sprzedali na całym świecie blisko 7 mln płyt. Pod koniec 1991 Henemark odeszła z Army of Lovers.
W 1992 wydała solowy singiel "Everytime You Lie", a także nagrała utwór "Uppringd och Andfadd" w duecie ze szwedzkim piosenkarzem Orupem oraz wystąpiła w teledysku Strangers Aeons (1992) zespołu Entombed. Jej solowe single nie odnosiły jednak większych sukcesów komercyjnych. Grywała w teatrze i filmie, brała udział w programach telewizyjnych, wspierała organizacje pozarządowe i związała się ze Szwedzką Socjaldemokratyczną Partią Robotniczą.
W latach 1995–2001 i 2012-2013 ponownie występowała z Army of Lovers. W 1997 nagrała solowy album Temper, który jednak nigdy nie został oficjalnie wydany. W 2012 razem z Dominiką Peczynską, która dołączyła także do Army of Lovers, i Miss Ingą (a właściwie Martin Johansson) założyła formację Happy Hoes.
Wiosną 2012 brała udział w siódmej edycji programu TV4 Let’s Dance. Jej partnerem tanecznym był Tobias Karlsson, z którym odpadła w siódmym odcinku, zajmując 5. miejsce.

### Życie prywatne
3 listopada 2010 szwedzki tabloid „Aftonbladet” wydał publikację pierwszej nieuzgodnionej ze szwedzkim dworem królewskim biografii króla Szwecji Karola XVI Gustawa - Den motvillige monarken (Niechętny monarcha). W książce autorstwa dziennikarza i pisarza Thomasa Sjöberga (znanego m.in. z publikacji biografii Ingvara Kamprada, założyciela firmy IKEA) ujawniono, że Camilla Henemark przez blisko rok była jego kochanką.
Była żoną reżysera Andersa Skoga. Związała się też z gwiazdą pop i reżyserem teledysków Johanem Renckiem, bardziej znanym jako Stakka Bo.
Stała się znana ze swoich liberalnych poglądów na temat seksu, praw gejów i życia.

## Dyskografia

### single
- 1992: "Everytime You Lie"
- 1993: "Give Me Your Love (Je T'aime)" (z prezenterem MTV Steve'em Blame)
- 1996: "The Witch in Me"
- 1996: "I'm Not in the Mood for Lovers"
- 1999: "Russians Are Coming" (z rosyjską piosenkarką Danko)
- 2010: "David & Goliath" (Neverland Project Featuring La Camilla)

### albumy
- 1997: Temper (2013)

## Filmografia
- 1993: Pieniądze albo miłość (For Love or Money) - tekst "Ride the Bullet"
- 1997: Adam i Ewa (Adam & Eva) - w roli samej siebie
- 1997: Kenny Starfighter (serial TV) jako pielęgniarka
- 1998: Teater (film krótkometrażowy)
- 2000: Seks, kłamstwa i kasety wideo (Sex, lögner & videovåld, wideo) jako Camilla
- 2000: Gomorron - w roli samej siebie
- 2000: Livet är en schlager jako La Camilla
- 2001: Jarrett jako przewodnicząca w EU Top Meeting